# Arthur O’Neill
Arthur Joseph O’Neill (ur. 14 grudnia 1917 w East Dubuque w stanie Illinois, zm. 27 kwietnia 2013 w Rockford w stanie Illinois) – amerykański biskup rzymskokatolicki, w latach 1968–1994 biskup diecezjalny Rockford.

## Życiorys
Święcenia kapłańskie otrzymał 27 marca 1943 roku i inkardynowany został do rodzinnej diecezji Rockford.
19 sierpnia 1968 został następcą zmarłego miesiąc wcześniej biskupa Rockford Lorasa Lane'a (1910-1968). Sakry udzielił mu ówczesny delegat apostolski do USA Luigi Raimondi. Wyświęcił na kapłanów przyszłych biskupów Davida Kagana i Timothy'ego Doherty. Na emeryturę przeszedł 19 kwietnia 1994. Miesiąc przed śmiercią obchodził jubileusz 70-lecia święceń kapłańskich.